# Parsberg
Parsberg – miasto w Niemczech, w kraju związkowym Bawaria, w rejencji Górny Palatynat, w regionie Ratyzbona, w powiecie Neumarkt in der Oberpfalz. Leży w Jurze Frankońskiej, około 23 km na południowy wschód od Neumarkt in der Oberpfalz, przy autostradzie A3, drodze B8 i linii kolejowej Ratyzbona–Norymberga.
W mieście znajduje się stacja kolejowa Parsberg.

## Dzielnice
W skład miasta wchodzą następujące dzielnice:
- Willenhofen
- Herrnried
- Darshofen
- Kerschhofen
- Hörmannsdorf
- Klapfenberg
- Rudenshofen
- Hackenhofen
- Rudolfshöhe

## Zabytki
- zamek Parsberg
- muzeum w zamku